# Ahmet Dereli
Ahmet Dereli (* 22. Oktober 1992 in Berlin) ist ein deutsch-türkischer Fußballspieler, der für Adanaspor spielt.

## Karriere

### Verein
Dereli kam in Berlin als Deutsch-Türke in dritter Generation auf die Welt. Nachdem er das Fußballspielen in den Jugendabteilungen diverser Amateurklubs erlernte, wechselte er in die Jugend vom Berliner AK 07. Zur Saison 2010/11 wurde er in den Profikader aufgenommen und absolvierte bis zur Winterpause der Saison 2011/12 15 Ligapartien.
Zu dieser Zeit wurde er von einigen Talentjägern beobachtet. So wechselte er zur Rückrunde zum türkischen Zweitligisten Adanaspor. Hier kam er bis zum Saisonende zu vier Zweitligaeinsätzen.
Für die Rückrunde der Spielzeit 2012/13 wurde er an den Drittligisten Hatayspor ausgeliehen.

### Nationalmannschaft
Im Oktober 2013 wurde Dereli zum ersten Mal in seiner Karriere in den Kader der türkischen U-21-Nationalmannschaft berufen.